# Phaeosiphoniellaceae
Famille
Les Phaeosiphoniellaceae sont une famille d'algues brunes de l’ordre des Phaeosiphoniellales. 

## Liste des genres
Selon AlgaeBase (12 août 2017) et World Register of Marine Species (12 août 2017) :
- genre Phaeosiphoniella R.G.Hooper, E.C.Henry & R.Kuhlenkamp, 1988